# Emlyn Williams (attore)
George Emlyn Williams (Mostyn, 26 novembre 1905 – Londra, 25 settembre 1987) è stato un attore teatrale e drammaturgo inglese.

## Biografia
Dopo aver preso la laurea in lettere scoprì la vocazione per il teatro, sia come attore che come autore di testi.
In qualità di attore si distinse per un acuto gusto per il mistero e per il macabro nel genere thriller in cui fu più impegnato.
In qualità di autore, i suoi capolavori furono l'autobiografico The Corn Is Green (Il grano è verde, del 1938), e The Wind of Heaven (Vento di cielo, del 1945), testo intriso di misticismo.
Raggiunse la fama presso il pubblico grazie a due vibranti interpretazioni che portò nei teatri di tutto il mondo: quella di Charles Dickens, dove, grazie a un perfetto make up, assume una straordinaria somiglianza col romanziere; e quella di Dylan Thomas, lo sfortunato poeta del Galles, con cui Williams condivise le radici e il pessimismo caratteriale.
Al cinema è stato interprete in parti secondarie: lo si ricorda in Ivanhoe (1952).

## Filmografia parziale

### Attore
- Il duca di ferro (The Iron Duke), regia di Victor Saville (1934)
- Il dominatore (The Dictator), regia di Victor Saville (1935)
- Giglio infranto (Broken Blossoms), regia di John Brahm (1936)
- La cittadella (The Citadel), regia di King Vidor (1938)
- La taverna della Giamaica (Jamaica Inn), regia di Alfred Hitchcock (1939)
- Le vittime di Norwich (Dead Men Tell No Tales), regia di David MacDonald (1939)
- E le stelle stanno a guardare (The Stars Look Down), regia di Carol Reed (1940)
- Il maggiore Barbara (Major Barbara), regia di Gabriel Pascal e Harold French (1941)
- Il castello del cappellaio (Hatter's Castle), regia di Lance Comfort (1942)
- La fossa dei peccati (Another Man's Poison), regia di Irving Rapper (1951)
- Stupenda conquista (The Magic Box), regia di John Boulting (1951)
- Ivanhoe, regia di Richard Thorpe (1952)
- Profondo come il mare (The Deep Blue Sea), regia di Anatole Litvak (1955)
- L'affare Dreyfus (I Accuse!), regia di José Ferrer (1958)
- Sentenza che scotta (Beyond This Place), regia di Jack Cardiff (1958)
- I giganti del mare (The Wreck of Mary Deare), regia di Michael Anderson (1959)
- La stanza a forma di L (The L-Shaped Room), regia di Bryan Forbes (1962)
- Cerimonia per un delitto (Eye of the Devil), regia di J. Lee Thompson (1966)
- La ragazza con il bastone (The Walking Stick), regia di Eric Till (1970)

### Sceneggiatore
- Giglio infranto (Broken Blossoms), regia di Hans Brahm (John Brahm) (1936)

### Autore
- Il grano è verde (The Corn Is Green) (1938)